# Рахни
Ра́хни — село в Україні, в Гайсинській міській громаді Гайсинського району Вінницької області. Розташоване на обох берегах річки Соб (притока Південного Бугу) за 16 км на північ від міста Гайсин та за 1,5 км від автошляху Р33. Населення становить 334 особи (станом на 1 січня 2015 р.). 

## Історія
7 (20) листопада 1917 року, відповідно до Третього Універсалу Української Центральної Ради, увійшло до складу Української Народної Республіки.
12 червня 2020 року, відповідно до розпорядження Кабінету Міністрів України № 707-р «Про визначення адміністративних центрів та затвердження територій територіальних громад Вінницької області», село увійшло до складу Гайсинської міської територіальної громади.
19 липня 2020 року, в результаті адміністративно-територіальної реформи та ліквідації Гайсинського району (1923—2020), село увійшло до складу новоутвореного Гайсинського району.

## Населення

### Мова
Розподіл населення за рідною мовою за даними :
| Мова            | Кількість | Відсоток |
| --------------- | --------- | -------- |
| українська      | 421       | 98.60%   |
| російська       | 3         | 0.70%    |
| румунська       | 1         | 0.23%    |
| інші/не вказали | 2         | 0.47%    |
| Усього          | 427       | 100%     |

## Відомі люди
- Вікул Павло Федорович — український православний священник, краєзнавець Поділля, історик церкви.

## Галерея

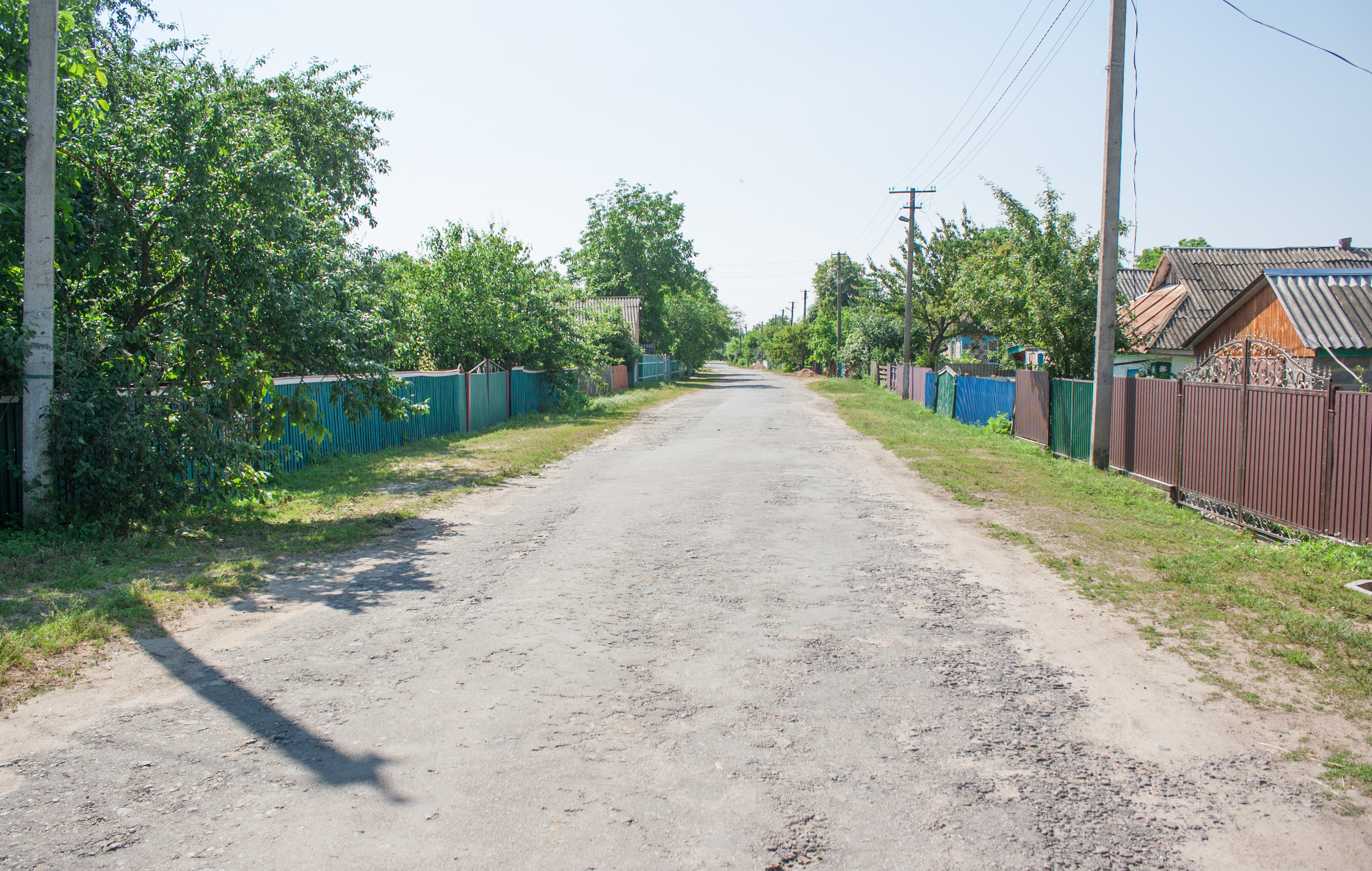
Вулиця Українська
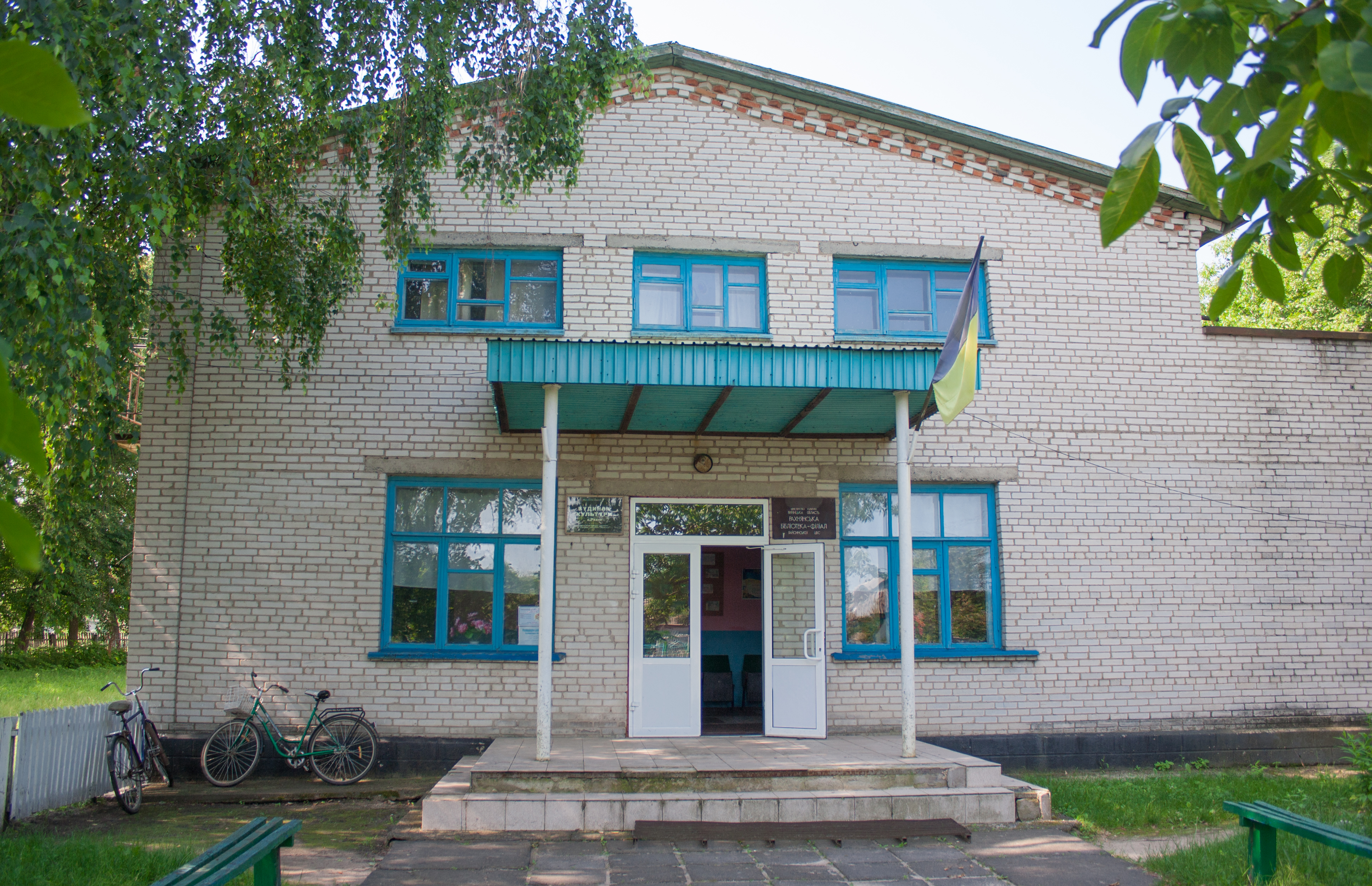
Будинок культури
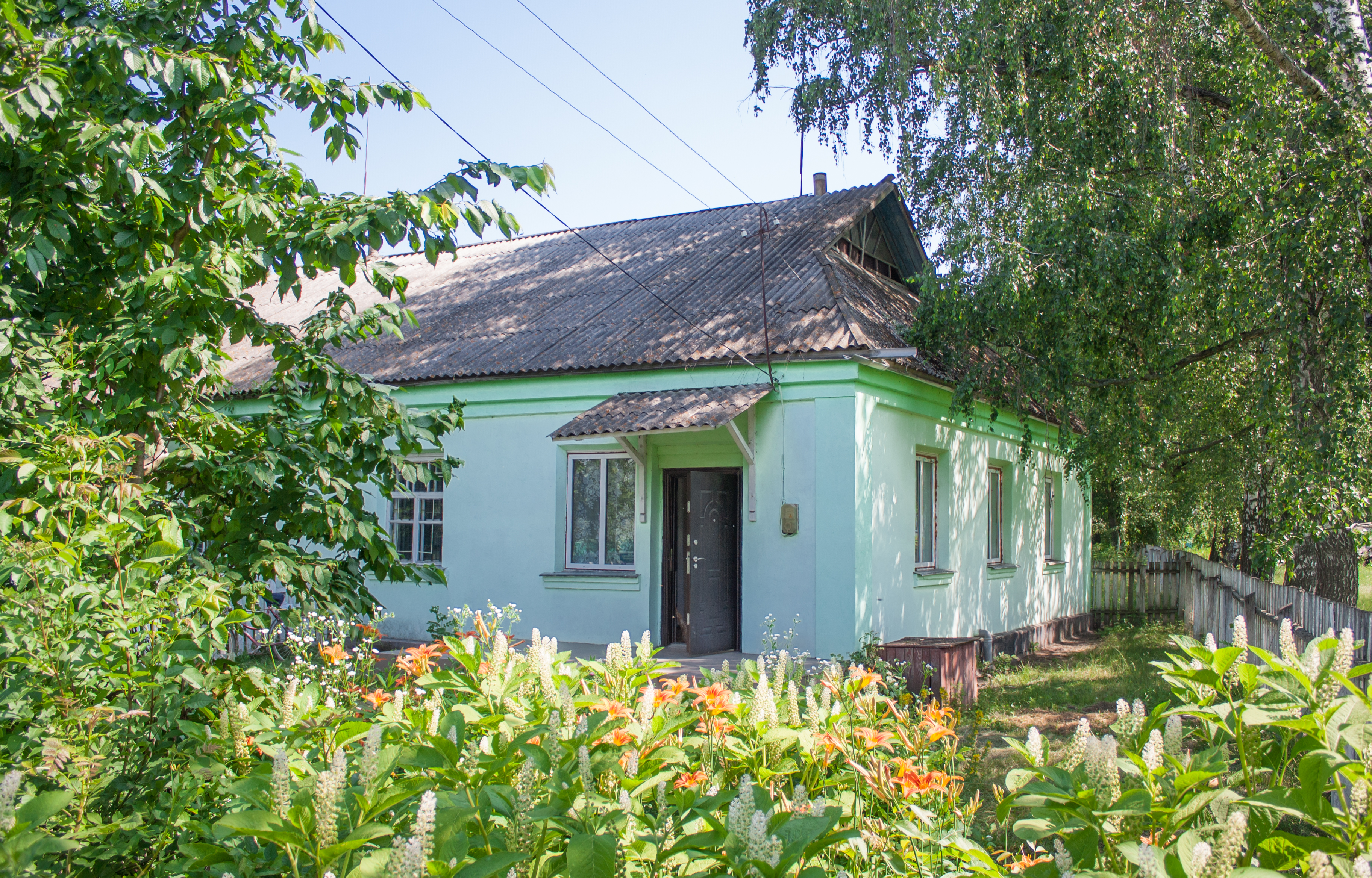
Фельдшерський пункт
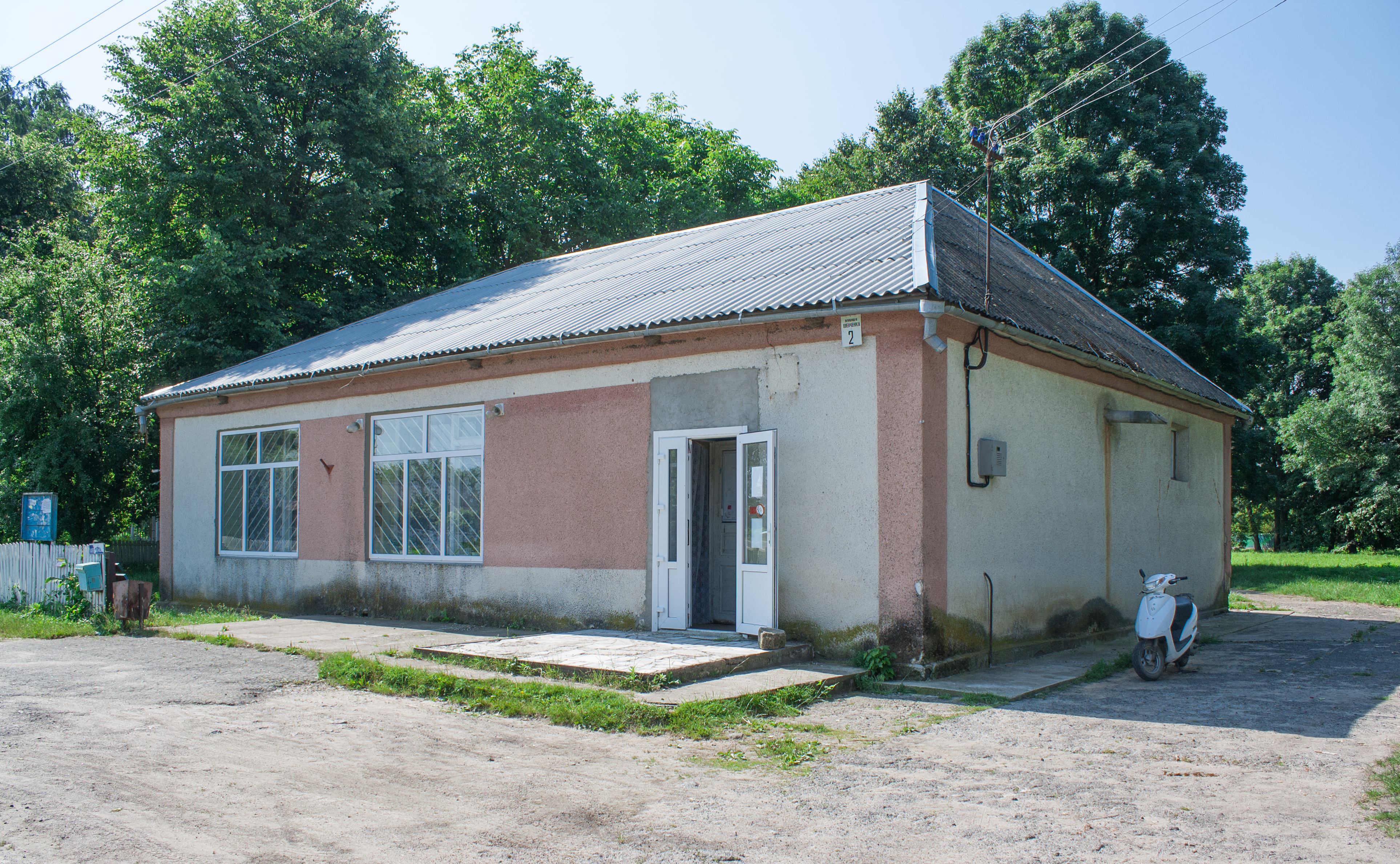
Магазин
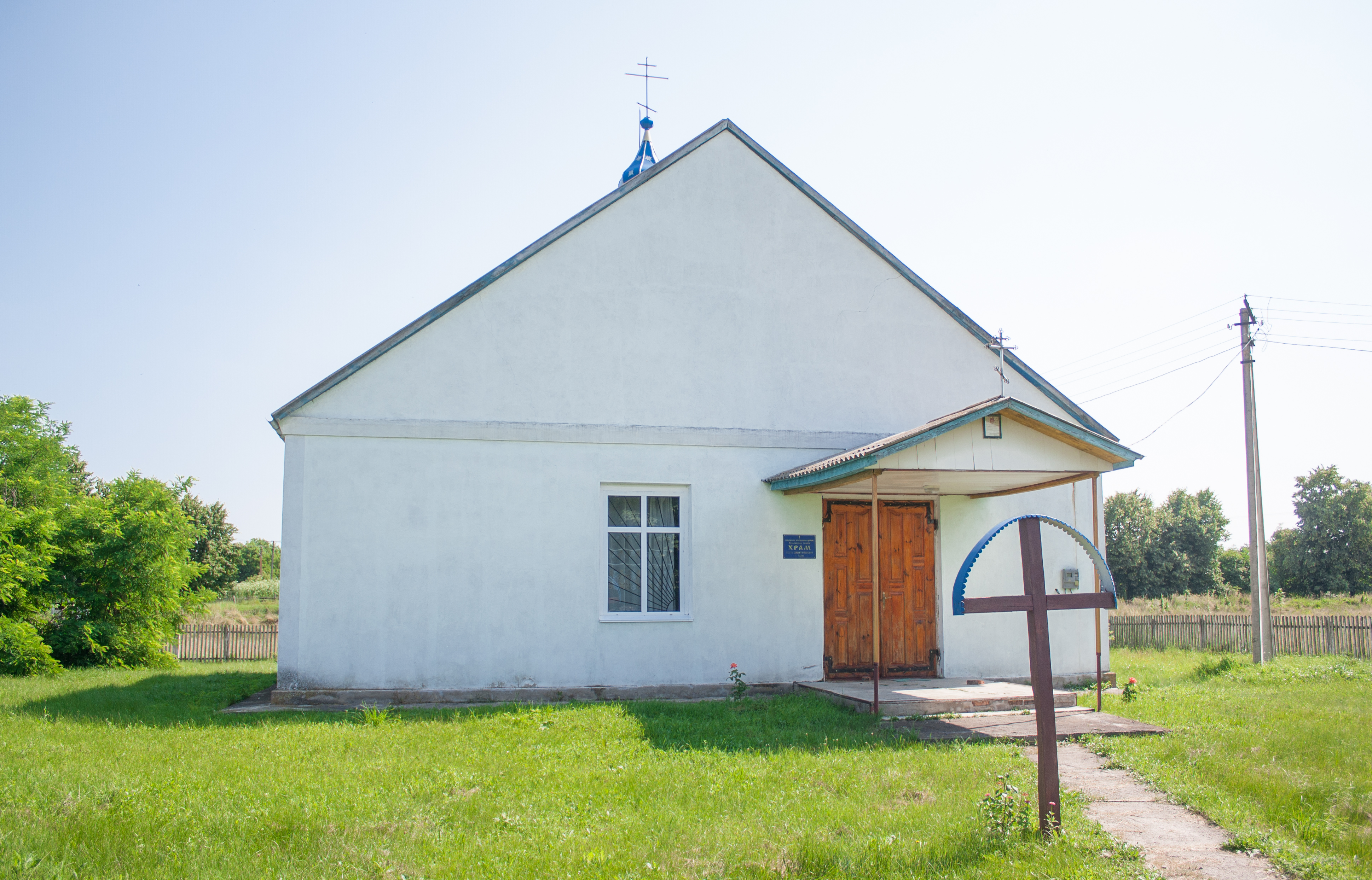
Церква
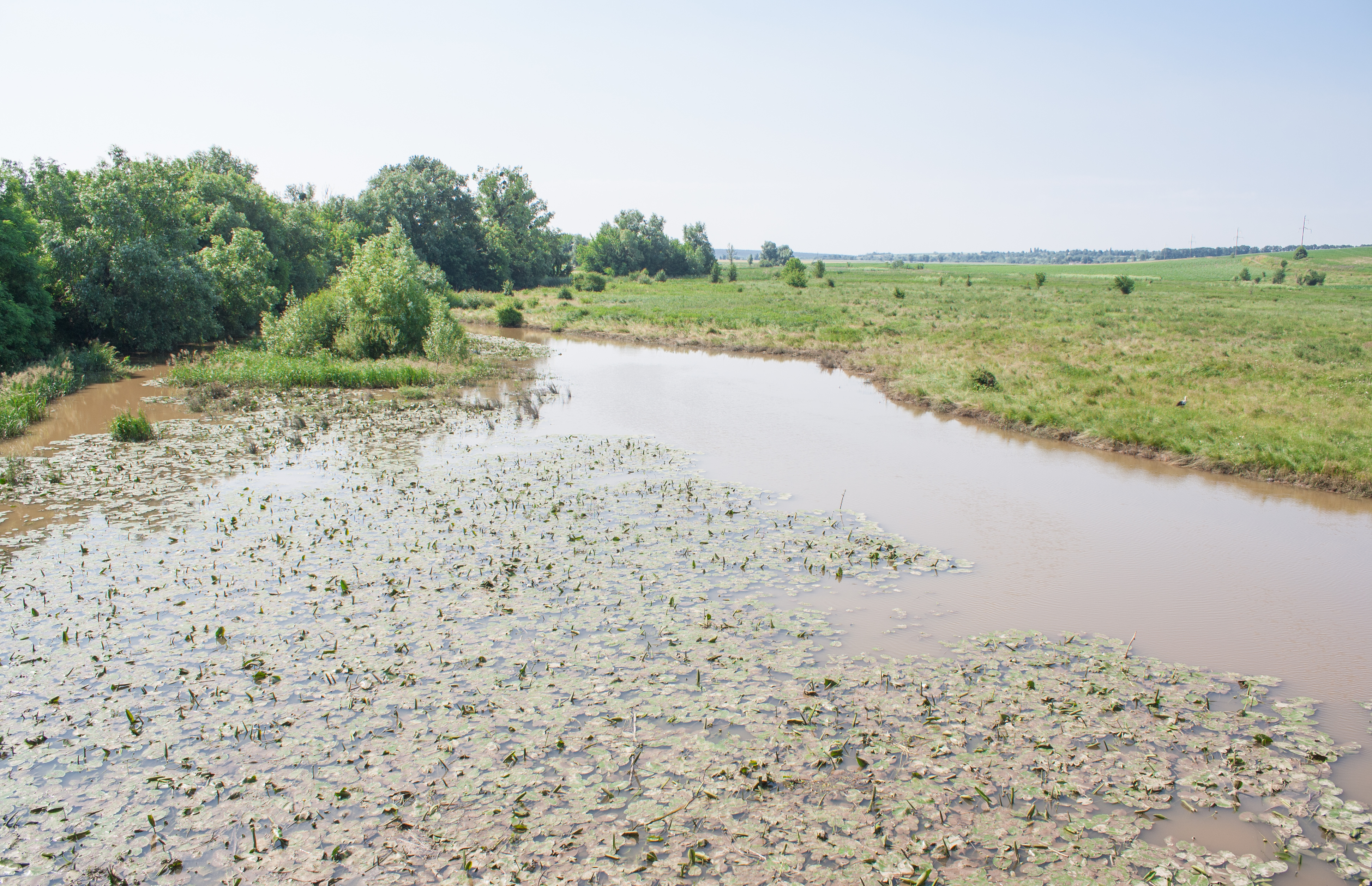
Річка Соб
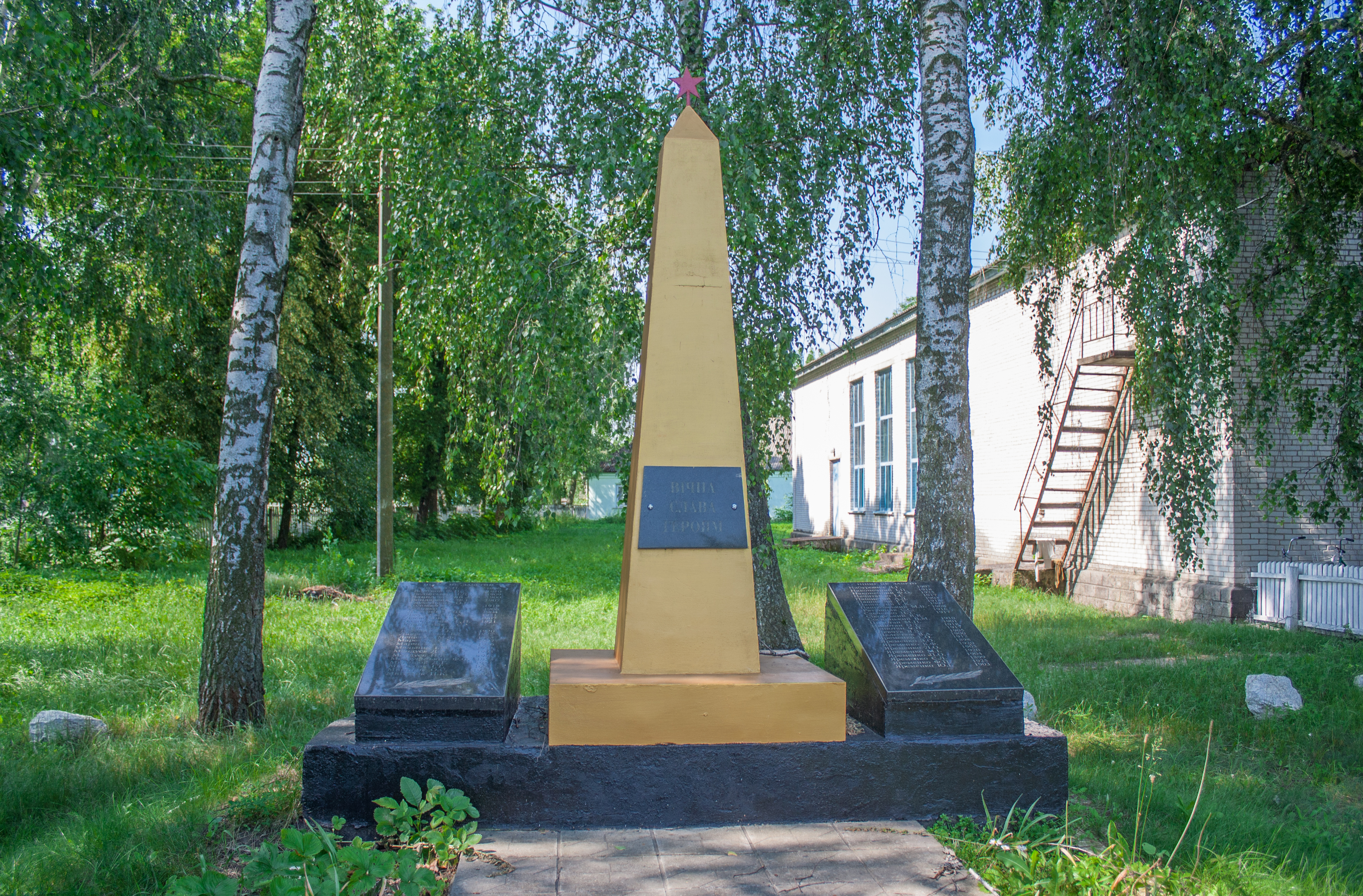
Пам'ятник воїнам-односельчанам